# Mare Dibaba
Mare Dibaba Hurrsa (Oromia, 20 de outubro de 1989) é uma fundista etíope, medalhista olímpica e campeã mundial da maratona.
Estreou internacionalmente em provas de longa distância aos 18 anos, com um segundo lugar na Meia Maratona de Udine, na Itália, com a marca de 1:10:32; sua prova seguinte foi a Meia-Maratona de Nova Delhi onde chegou em oitavo lugar mas abaixando sua marca em quatro segundos, para 1:10.28. Em 2009, ela competiu brevemente pelo Azerbaijão, para onde se transferiu com o nome de Mare Ibrahimova, mas descoberta como sendo de idade acima do permitido para disputar o Campeonato Europeu Júnior de Atletismo, voltou a competir por seu país natal; quando corria pelo Azerbaijão, abaixou seu tempo na meia-maratona para 1:08:45, que é o recorde nacional do país.
Voltando a exercer a cidadania etíope, em 2010 ela fez o segundo melhor tempo do ano para a meia-maratona, 1:07:13, em Ras al-Khaimah, nos Emirados Árabes Unidos e no mesmo ano estreou em maratonas, com 2:25.38 na Maratona de Roma. Venceu duas provas de rua em sua primeira aparição nos Estados Unidos e participou da Maratona de Frankfurt, onde, apesar de apenas quinto lugar, fez sua melhor marca pessoal, 2:25:27. Em 2011, participando do Jogos Pan-Africanos, ficou com a medalha de ouro na meia-maratona. Em outubro, melhorou sua marca para a maratona em Toronto, com 2:23:25.
Na Maratona de Dubai de 2012, ela correu pela primeira vez abaixo de 2:20, fazendo 2:19:52, em terceiro lugar, a segunda etíope a correr a maratona em menos de 2:20. Com essa marca, foi selecionada para competir em Londres 2012, onde ficou na 22ª posição, em 2:28:48. Em 2014 ela chegou em segundo na Maratona de Chicago mas em janeiro de 2015 foi anunciada como vencedora, depois que a queniana Rita Jeptoo, vencedora na época, foi desclassificada por testar positico para EPO, retroativo a setembro de 2014.
Sua grande conquista internacional veio no Campeonato Mundial de Atletismo de Pequim 2015, onde se tonou campeã mundial, vencendo em 2:27:39. A prova teve a mais apertada chegada de um maratona em campeonatos mundiais, decidida na entrada do túnel do estádio Ninho de Pássaro, com as quatro primeiras separadas por apenas sete segundos e um diferença de apenas 1s entre ela e a segunda colocada, Helah Kiprop, do Quênia.
Em seus segundos Jogos Olímpicos, Rio 2016, Dibaba disputou a liderança da prova até os últimos quilômetros com a queniana Jemima Sumgong e a bairenita Eunice Kirwa, duas das três que correram com ela até o fim na maratona do ano anterior em Pequim, mas desta vez ficou a medalha de bronze, em terceiro lugar em 2:24:30, na prova vencida por Sumgong, a única das últimas quatro que não havia ganho uma medalha no Mundial.